# قائمة أمراء محافظة الأحساء
الأحساء (بالنطق المحلّي: الحَسا)؛ هي محافظة سعودية تقع في المنطقة الشرقية، وتبعد عن العاصمة الرياض 328 كلم. تبلغ مساحتها 379,000 كم²، أي ما يُعادل 20% من أراضي المملكة العربية السعودية، وتُغطّي صحراء الربع الخالي نحو ثلاثة أرباع المحافظة، بينما تُمثّل المنطقة المأهولة بالسكان والأنشطة 18% من إجمالي مساحتها، وتتمثّل في مدينتي الهُفوف والمبرَّز، وهما ضمن أكبر عشر مدن على مستوى المملكة، إضافة إلى أربع مدن رئيسة و22 قرية. وبحسب إحصاءات عام 2017، تصدّرت الأحساء محافظات المنطقة الشرقية في عدد السكان بحوالي 1,041,863 نسمة.

## القائمة
| الرقم. | الاسم                                   | صورة | بداية الحكم                      | نهاية الحكم               | ملاحظات |
| ------ | --------------------------------------- | ---- | -------------------------------- | ------------------------- | --- |
| 1      | عبد الله بن جلوي بن تركي آل سعود        |      | 1331هـ/1913م.                    | 1354هـ/1935م.             | - عرف بالصرامة واليقظة والسهر على استتباب الأمن وملاحقة ومطاردة قطاع الطُرق والسراق، وشارك الملك المؤسس أثناء دخوله مدينة الرياض، وشارك في الوقائع والمعارك التي تلتها. - توفي عام 1354هـ في الأحساء عن عمر ناهز الرابعة والستين. |
| 2      | سعود بن عبدالله بن جلوي آل سعود         |      | 1354هـ/1935م.                    | 1370هـ/1951م.             | - تسلم الإمارة بعد وفاة أبيه الأمير عبد الله بن جلوي فكان أكبر أبنائه، وسار على نهج أبيه في تحكيم الشريعة والاهتمام بشؤون المواطنين، حتى صدر توجيه الملك عبد العزيز بنقل كرسي الإمارة إلى الدمام عام 1372هـ. |
| 3      | عبد المحسن بن عبد الله بن جلوي آل سعود  |      | 1370هـ/1951م.                    | 1386هـ/1967م.             | - بعد أن أصبحت الظهران ملتقى للبعثات الأجنبية بحكم موقعها كونها مركزاً لصناعة الزيت، جاء قرار نقل مقر إمارة املنطقة الشرقية من الأحساء إلى الدمام، فانتقل الأمير سعود بن جلوي إلى مقر الإمارة الجديد في الدمام، ليخلفه أخوه الأمير عبد المحسن في إمارة الأحساء، في 1372هـ/1952م لينتقل من إمارة الظهران، أول منصب له، إلى إمارة الأحساء التي استمر فيها حتى عام 1368هـ/1967م. - بعد وفاه أخية سعود بن عبد الله بن جلوي، أصدر الملك فيصل تكليفاً يقضي بتعيين الأمير عبد المحسن بن جلوي أميراً للمنطقة الشرقية، لينتقل من الأحساء إلى الدمام. واستمر في إمارة الدمام حتى أُحيل إلى التقاعد عام 1404هـ وقد توفي الأمير عبد المحسن عام 1408هـ. |
| 4      | محمد بن فهد بن عبد الله آل سعود         |      | 1386هـ/1967م.                    | 1417هـ/1996م.             | تقلد منصب إمارة الأحساء بعد أن انتقل الأمير عبد المحسن إلى الدمام عام 1385هـ واستمر قائماً في العمل فيها حتى توفي في شهر صفر عام 1417هـ. |
| 5      | بدر بن محمد بن عبد الله بن جلوي آل سعود |      | 13 شعبان،1418هـ/ 15 ديسمبر، 1997 | 4 شوال 1443هـ/5 مايو 2022 | من مواليد الرياض وحاصل على الشهادة الجامعية في العلوم السياسية. |
| 6      | سعود بن طلال بن بدر                     |      | 4 شوال 1443هـ/5 مايو 2022        | إلى الآن                  | الأمير سعود بن طلال بن بدر بن سعود بن عبد العزيز آل سعود، مسؤول ومستشار في المملكة العربية السعودية يشغل منصب محافظ الأحساء في المنطقة الشرقية منذ 5 مايو 2022م. |

## وصلات خارجية
- أمراء الأحساء - موقع الأحساء